# Élections municipales de 2009 en Côte-Nord
Les élections municipales québécoises de 2009 se déroulent le 1er novembre 2009. Elles permettent d'élire les maires et les conseillers de chacune des municipalités locales du Québec, ainsi que les préfets de quelques municipalités régionales de comté.

## Côte-Nord

### Aguanish
| Candidats pour la mairie | Vote            | %               |
| ------------------------ | --------------- | --------------- |
| Richard Noël (Sortant)   | Sans opposition | Sans opposition |

### Baie-Comeau
| Candidats pour la mairie       | Vote  | %    |
| ------------------------------ | ----- | ---- |
| Christine Brisson              | 3 852 | 43,3 |
| Michel St-Laurent              | 1 859 | 20,9 |
| Luc Imbeault                   | 1 836 | 20,6 |
| Jean-Yves Côté                 | 1 355 | 15,2 |
| Taux de participation : 52,0 % |       |      |

### Baie-Johan-Beetz
| Candidats pour la mairie | Vote            | %               |
| ------------------------ | --------------- | --------------- |
| Martin Côté (Sortant)    | Sans opposition | Sans opposition |

### Baie-Trinité
| Candidats pour la mairie      | Vote | %    |
| ----------------------------- | ---- | ---- |
| Denis Lejeune                 | 160  | 42,2 |
| Gilles Dupuis                 | 127  | 33,5 |
| Marcel Poulin (Sortant)       | 92   | 24,3 |
| Taux de participation : n/d % |      |      |

### Blanc-Sablon
| Candidats pour la mairie       | Vote | %    |
| ------------------------------ | ---- | ---- |
| Anthony Dumas                  | 223  | 50,1 |
| Armand Joncas (Sortant)        | 222  | 49,9 |
| Taux de participation : 48,7 % |      |      |

### Bonne-Espérance
| Candidats pour la mairie       | Vote | %    |
| ------------------------------ | ---- | ---- |
| Bryce Douglas Fequet           | 153  | 36,1 |
| Tony Roberts                   | 110  | 25,9 |
| Garland Nadeau                 | 106  | 25,0 |
| Scott Buckle                   | 32   | 7,5  |
| Roger Dumas                    | 19   | 4,5  |
| Annie-May Anderson             | 4    | 0,9  |
| Taux de participation : 63,2 % |      |      |

### Chute-aux-Outardes
| Candidats pour la mairie  | Vote            | %               |
| ------------------------- | --------------- | --------------- |
| Arlette Girard (Sortante) | Sans opposition | Sans opposition |

### Colombier
| Candidats pour la mairie       | Vote | %    |
| ------------------------------ | ---- | ---- |
| Jean-Claude Degrace            | 241  | 55,7 |
| Jean-Roch Barbeau (Sortant)    | 192  | 44,3 |
| Taux de participation : 67,4 % |      |      |

- L'ancien maire Jean-Claude Barbeau redevient maire de Colombier en cours de mandat[Quand ?]

### Fermont
| Candidats pour la mairie       | Vote | %    |
| ------------------------------ | ---- | ---- |
| Lise Pelletier (Sortant)       | 566  | 54,8 |
| Claude Meilleur                | 381  | 36,9 |
| Yann St-Pierre                 | 86   | 8,3  |
| Taux de participation : 53,0 % |      |      |

### Forestville
| Candidats pour la mairie       | Vote  | %    |
| ------------------------------ | ----- | ---- |
| Micheline Anctil               | 1 234 | 82,3 |
| Gaston Tremblay (Sortant)      | 149   | 9,9  |
| Bernard Foster                 | 95    | 6,3  |
| Serge Genest                   | 21    | 1,4  |
| Taux de participation : 56,6 % |       |      |

### Franquelin
| Candidats pour la mairie  | Vote            | %               |
| ------------------------- | --------------- | --------------- |
| Michel Lévesque (Sortant) | Sans opposition | Sans opposition |

### Godbout
| Candidats pour la mairie      | Vote | %    |
| ----------------------------- | ---- | ---- |
| Alain Labrie                  | 119  | 50,6 |
| Claude Leblond                | 116  | 49,4 |
| Taux de participation : 100 % |      |      |

### Gros-Mécatina
| Candidats pour la mairie | Vote            | %               |
| ------------------------ | --------------- | --------------- |
| Randy Jones (Sortant)    | Sans opposition | Sans opposition |

### Havre-Saint-Pierre
| Candidats pour la mairie       | Vote  | %    |
| ------------------------------ | ----- | ---- |
| Berchmans Boudreau             | 1 157 | 60,5 |
| Pierre Cormier (Sortant)       | 756   | 39,5 |
| Taux de participation : 71,9 % |       |      |

### L'Île-d'Anticosti
| Candidats pour la mairie | Vote            | %               |
| ------------------------ | --------------- | --------------- |
| Denis Duteau (Sortant)   | Sans opposition | Sans opposition |

Nomination au poste de maire en 2013
- Déclenchée en raison de la démission du maire Denis Duteau en janvier 2013 pour occuper des fonctions avec l'entreprise Pétrolia[1].
- Jean-François Boudreault, conseiller #3, assure les fonctions de maire par intérim jusqu'aux élections générales de 2013.

### Les Bergeronnes
| Candidats pour la mairie       | Vote | %    |
| ------------------------------ | ---- | ---- |
| Francis Bouchard (Sortant)     | 260  | 58,7 |
| Julien Dufour                  | 96   | 21,7 |
| Jacques Morris                 | 87   | 19,6 |
| Taux de participation : 70,7 % |      |      |

### Les Escoumins
| Candidats pour la mairie       | Vote | %    |
| ------------------------------ | ---- | ---- |
| Pierre Laurencelle (Sortant)   | 512  | 57,9 |
| Alain Rousseau                 | 373  | 42,1 |
| Taux de participation : 49,7 % |      |      |

### Longue-Pointe-de-Mingan
| Candidats pour la mairie   | Vote            | %               |
| -------------------------- | --------------- | --------------- |
| Jean-Luc Burgess (Sortant) | Sans opposition | Sans opposition |

### Longue-Rive
| Candidats pour la mairie       | Vote | %    |
| ------------------------------ | ---- | ---- |
| Donald Perron                  | 510  | 62,9 |
| Mario Tremblay (Sortant)       | 301  | 37,1 |
| Taux de participation : 72,2 % |      |      |

### Natashquan
| Candidats pour la mairie       | Vote | %    |
| ------------------------------ | ---- | ---- |
| Jacques Landry (Sortant)       | 108  | 51,2 |
| Alain Landry                   | 103  | 48,8 |
| Taux de participation : 32,0 % |      |      |

### Pointe-aux-Outardes
| Candidats pour la mairie       | Vote | %    |
| ------------------------------ | ---- | ---- |
| André Lepage                   | 420  | 84,0 |
| Claude Boudreau                | 80   | 16,0 |
| Taux de participation : 45,3 % |      |      |

### Pointe-Lebel
| Candidats pour la mairie       | Vote | %    |
| ------------------------------ | ---- | ---- |
| Ghislain Beaudin (Sortant)     | 564  | 57,7 |
| Gino Boucher                   | 414  | 42,3 |
| Taux de participation : 63,8 % |      |      |

### Port-Cartier
| Candidats pour la mairie   | Vote            | %               |
| -------------------------- | --------------- | --------------- |
| Laurence Méthot (Sortante) | Sans opposition | Sans opposition |

### Portneuf-sur-Mer
| Candidats pour la mairie      | Vote            | %               |
| ----------------------------- | --------------- | --------------- |
| Jean-Marie Delaunay (Sortant) | Sans opposition | Sans opposition |

### Ragueneau
| Candidats pour la mairie       | Vote | %    |
| ------------------------------ | ---- | ---- |
| Claude Lavoie                  | 404  | 58,0 |
| Claudine Émond                 | 192  | 27,5 |
| Jean-Denis St-Gelais           | 101  | 14,5 |
| Taux de participation : 57,9 % |      |      |

### Rivière-au-Tonnerre
| Candidats pour la mairie   | Vote            | %               |
| -------------------------- | --------------- | --------------- |
| Jeannot Boudreau (Sortant) | Sans opposition | Sans opposition |

### Rivière-Saint-Jean
| Candidats pour la mairie       | Vote | %    |
| ------------------------------ | ---- | ---- |
| Michel Beaudin (Sortant)       | 122  | 63,9 |
| Marc Boulet                    | 69   | 36,1 |
| Taux de participation : 81,2 % |      |      |

### Sacré-Cœur
| Candidats pour la mairie  | Vote            | %               |
| ------------------------- | --------------- | --------------- |
| Gilles Pineault (Sortant) | Sans opposition | Sans opposition |

### Saint-Augustin
| Candidats pour la mairie       | Vote | %    |
| ------------------------------ | ---- | ---- |
| John Albana Bursey             | 187  | 57,5 |
| Camille Fequet (Sortant)       | 138  | 42,5 |
| Taux de participation : 50,0 % |      |      |

### Sept-Îles
| Candidats pour la mairie       | Vote  | %    |
| ------------------------------ | ----- | ---- |
| Serge Lévesque                 | 5 764 | 64,5 |
| Marc Fafard                    | 2 996 | 33,5 |
| Jacques Gélineau               | 180   | 2,0  |
| Taux de participation : 43,7 % |       |      |

### Tadoussac
| Candidats pour la mairie       | Vote | %    |
| ------------------------------ | ---- | ---- |
| Hugues Tremblay                | 320  | 63,6 |
| Pierre Marquis (Sortant)       | 183  | 36,4 |
| Taux de participation : 75,1 % |      |      |